# Ширша (деревня)
Ширша — деревня в Приморском районе Архангельской области. Входит в состав Лисестровского сельского поселения (муниципальное образование «Лисестровское»).

## Географическое положение
Деревня расположена в месте начала реки Ширша, где в неё впадает река Лесная. Поблизости пролегают железнодорожные пути, ближайшая станция — Исакогорка. Южнее от деревни в радиусе километра расположены ещё шесть населённых пунктов Лисестровского сельского поселения — деревни Захарово, Мыза, Первая Гора, Ригач, Слободка и Средняя Гора.

## Население
| 2002 | 2010 | 2012 |
| ---- | ---- | ---- |
| 15   | ↘3   | ↗6   |

Численность населения деревни, по данным Всероссийской переписи населения 2010 года, составляла 3 человека.
| Население                            | на 1 января 2010 года |
| ------------------------------------ | --------------------- |
| В возрасте до 16 лет                 | 1                     |
| Трудовые ресурсы (из них работающих) | 3 (3)                 |
| Пенсионеры                           | 4                     |
| Всего                                | 8                     |
| Прибыло / выбыло (за год)            | 1 / 1                 |
| Родилось / умерло (за год)           | 0 / 0                 |

## Инфраструктура
Жилищный фонд деревни составляет 1,8 тыс. м². Объекты социальной сферы и стационарного торгового обслуживания населения на территории населённого пункта отсутствуют.